# Herrschaft Dürmentingen
Die Herrschaft Dürmentingen war eine Herrschaft mit Sitz in Dürmentingen, heute eine Gemeinde im Landkreis Biberach in Baden-Württemberg. Sie gehörte mit der Herrschaft Bussen seit dem ausgehenden Mittelalter zum Herrschaftskomplex der Grafschaft Friedberg und der Herrschaft Scheer der Truchsessen von Waldburg. 
Im Jahr 1387 verpfändete Habsburg seine Herrschaft Bussen, zu der auch die Vogtei über Dürmentingen gehörte, an die Truchsessen von Waldburg. 1454 erlangte die Herrschaft Bussen den Status einer mannserblichen Inhabung, so dass dieses Pfand nicht wieder eingelöst werden konnte, solange das Haus Waldburg in männlicher Linie existierte. 1444/45 erwarben die Truchsessen in Dürmentingen von den Herren von Hornstein-Hertenstein Allodialbesitz. 1786 veräußerten die Truchsessen die Herrschaft an die Fürsten von Thurn und Taxis, die damit das reichsunmittelbare, fürstenmäßige Territorium erhielten, das ihre seit längerem wahrgenommene Mitgliedschaft im Reichsfürstenrat beim Reichstag in Regensburg legitimierte. 
Im Rahmen der Mediatisierung im Jahr 1806 kam die Herrschaft Dürmentingen unter die Landeshoheit des Königreichs Württemberg.